# Njebi
Njebi (auch Bandzabi, Binzabi, Injebi, Ndjabi, Ndjevi, Njabi, Nzebi, Yinjebi und Yinzebi) ist eine Bantusprache und wird von circa 135.100 Menschen in Gabun und in der Republik Kongo in Afrika gesprochen.
Sie ist in Gabun in den Provinzen Ogooué-Lolo und Ngounié westlich von Franceville mit circa 120.000 Sprechern (Zensus 2007) und in der Republik Kongo in der Region Niari mit circa 15.100 Sprechern (Zensus 2000) verbreitet.
Njebi wird in der lateinischen Schrift geschrieben.

## Klassifikation
Njebi ist eine Nordwest-Bantusprache und gehört zur Njebi-Gruppe, die als Guthrie-Zone B50 klassifiziert wird.